# Tympanon (muzyka)

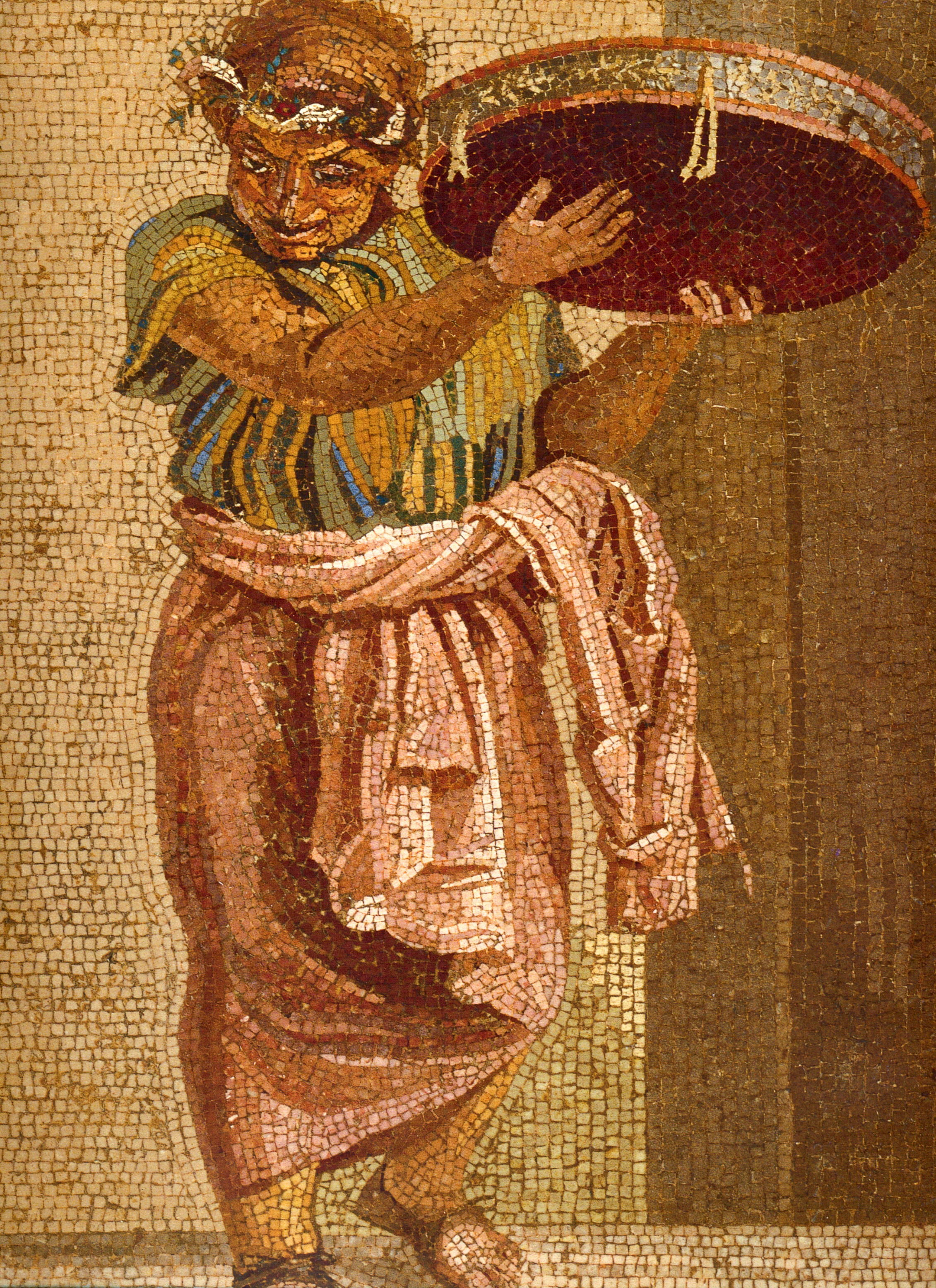
Muzykant z tympanonem (fragment mozaiki pompejańskiej)

Tympanon (gr. τύμπανον týmpanon – bęben, łac. tympanum, l.mn. tympana) – w starożytności niewielki bęben o dwóch membranach, używany najczęściej podczas uroczystości religijnych. 
W antycznej Grecji mianem tym określano bębenek w rodzaju tamburynu z błoną rezonansową ze skóry baraniej albo cielęcej (pergamin), napiętą jedno- lub dwustronnie na okrągłej drewnianej (metalowej) obręczy, z metalowymi krążkami na obwodzie. Dźwięk wydobywano przez uderzanie prawą dłonią i potrząsanie. Używano go podczas tańców, marszów i ceremonii religijnych ku czci Dionizosa, Demeter i Kybele; popularny był zwłaszcza wśród kobiet, także w czasie obrzędów orgiastycznych. W tym zastosowaniu obecny też w kulturze rzymskiej.
Później używany również w teatrze (szczególnie przy wystawianiu komedii), być może podczas sympozjów i wystąpień publicznych (np. dla podkreślenia doniosłości momentu).